# 岡田勉 (キュレーター)
岡田 勉（おかだ つとむ、1963年 -）は、日本のキュレーター、神奈川県横浜市出身。

## 人物・来歴
1963年横浜生まれ。1988年武蔵野美術大学修了。1988年（株）ワコールアートセンター入社。同社が運営する複合文化施設「スパイラル」のシニアキュレーター兼アートプロデュースチーフマネージャー。
スパイラルで行う現代美術展の企画、他の企業、施設、自治体のための展覧会企画、アートプロジェクトのプロデュースのほか、外部施設、企業、公共団体のための企画展、パブリックアートのプロデュースなどを手掛ける。
2009年からは横浜市の象の鼻テラスアートディレクターを務め、葉山有樹作品の展示におけるフィンランド・デザインミュージアムへの巡回など、海外へも活動を展開。
若手アーティストの発掘・育成・支援活動に尽力するほか、コンテンポラリーアートの理解促進に向け、アーティストのプロデュース、展覧会のキュレーションを担う人材育成の活動も行っている。

## 主な実績　スパイラルでの活動
- 「KODAMA」展、関口敦仁、仁科茂２人展　1988年
- 「take art collection」1988〜2005年
- 「国際公募展：ジャパン・アート・スカラシップ」プロデュース　1991〜1999年
- 「ph」ダムタイプ　1992年
- 「オノヨーコ」展　1993年
- 「人間の条件」展、芦屋市美術博物館（兵庫県）巡回　1994年
- 「ジャン＝リュック・ヴィルムート」展　1997年
- 「ランデヴープロジェクト」2000年〜
- スパイラルの公募展「SICF」審査員　2000〜2016年
- 「BLUE HORIZON」展、フィンランドセンター共催　2003年
- 「Art Life」展　2003年
- 「L/B スイス現代美術展」プロデュース　2006年
- 「ベアリングアート展：主催NSK」プロデュース、2006年、2016年（2016年から「フューチャーフォーラム：主催NSK」プロデュース）
- 「葉山有樹」展プロデュース（デザインミュージアム　ヘルシンキ巡回）2007年
- 「artek & marimekko Be Honest!」展、フィンランドセンター共催　2008年
- 「サンテリ・トゥオリ　命のすみか」展　2009年
- 「KAITEKIのかたち展：主催　地球快適化インスティテュート」プロデュース　2011年
- 「アートのちから」展、東日本大震災復興支援事業　2011年
- 「石本藤雄展」プロデュース（愛媛県美術館、細見美術館、スパイラル巡回）2010、2012、2018年
- 「ハンス・ウェグナーの椅子」展　2013年
- 「日々是好日　EVERY DAY IS GOOD DAY」展　2018年
- 「マリタ・リウリア　GOLDEN AGE」展　2019年
- 「エスパス」展　2019年
- 「曽谷朝絵」展プロデュース　2022年 ほか

## 主な実績　館外での活動
- 「小海リゾートRE-EX」三梨伸、片山雅史、ほか（長野県南佐久市）1989年
- 「MM21ストリートギャラリー：タナカノリユキ、福田美蘭、ロコサトシほか」（横浜市）1990年
- 「シーズ城ヶ崎」水上嘉久、三梨伸（静岡県伊東市）1990年
- 「シーズ益子」三梨伸（栃木県益子町）1991年
- 「プリビレッジゴルフクラブ」西川勝人（千葉県成田市）1991年
- 「キリンビール　基盤技術研究所」パブリックアート：吉川陽一郎（横浜市）1992年
- 「アーカス構想パイロット事業アーカスプロジェクト」ディレクター（茨城県守谷市）1991年〜2000年
- 「富山国際会議場シンボルモニュメント納入　西野康造：槙文彦設計」（富山市）1998年
- 「ウォータードームプロジェクト」（東京、横浜、大阪、茨城、福岡、愛知、北海道、ほか）1999年〜
- 「愛・地球博」の公式アートプログラム事業キュレーター、中部県館ウォータードームプロデュース、愛地球広場大型エキスポビジョン映像コンテンツプロデュース、クリエイティブジャパンプロデュース（愛知県）2005年
- 「特別養護老人ホーム　グリーンライフ　アートプロジェクト」プロデュース（横浜市）2007年
- 「象の鼻テラス」アートディレクター（横浜市）2009年〜
- 三井不動産「柏の葉キャンパスシティプロジェクト」パブリックアートプロデュース（千葉県柏市）2011年
- ポートジャーニプロジェクト横浜ディレクター（横浜市）2011年
- 「4WTC（グランドゼロ）パブリックアート納入　西野康造：槙文彦設計」（ニューヨーク）2013年
- 「道後オンセナート2014」キュレーター（愛媛県松山市）2014年
- 「太田市北口文化交流施設（太田市立美術館・図書館）」運営企画実施計画、アートディレクション（群馬県太田市）2014年〜2017年
- 「MUSTAKIVI」企画プロデュース（愛媛県松山市）2017年
- 「道後温泉茶玻璃　石本藤雄ルーム」プロデュース（愛媛県松山市）2017年
- 「三人展Forward Stroke −明日への眼差し−葉山有樹展　佐賀県立美術館」プロデュース（佐賀市）2018年
- 「MAJA HOTEL KYOTO」、「Café AALTO Kyoto」プロデュース（京都市）2019年
- 「みんなの道後温泉活性化プロジェクト」プロデュース（愛媛県松山市）2021年〜
- 「葉山有樹展　虹の彼方に」（飯高檀林跡、千葉県匝瑳市）2022年  ほか

## 主な実績　委員、講師、ほか
- パウル・クレー財団国際推薦委員（スイス）2005年〜2008年
- 東北芸術工科大学ゲスト講師（山形県）2006年
- 東京農業大学非常勤講師（神奈川県厚木市）2007年
- ヘルシンキ・アーツ・アンド・アカデミー特別講義（ヘルシンキ）2007年
- 「ちよだアートスクェア（3331）」事業評価委員（千代田区）2009年〜
- 「２１世紀塾講師　金沢２１世紀美術館（金沢市）2010年、2011年
- 「横浜ランデヴープロジェクト」実行委員会委員長（横浜市）2010年〜2016年
- 『スマートイルミネーション横浜」アートディレクター（横浜市）2011年〜
- 「新宿クリエーターズフェスタ：学生コンペ」審査員（新宿区）2012年〜2015年
- 「横浜アートコンペテション」審査員（横浜市）2014年
- 国際会議「EARS」講師（ヘルシンキ）2014年
- 「横浜パラトリエンナーレ」実行委員会事務局長（横浜市）2017年〜
- 武蔵野美術大学非常勤講師（東京都国分寺市）2017年〜
- 「横浜ロータリークラブ」講師（横浜市）2017年
- 「クール愛媛戦略事業」ディレクション（愛媛県松山市）2017年〜
- 「長野県白馬村図書館等複合施設有識者会議委員」（長野県白馬村）2018年〜
- 「COPIC AWARD 2019」審査員　2019年
- 「高知県須崎市複合施設有識者会議委員」（高知県須崎市）2019年
- 「横浜市会郊外部再生・活性化特別委員会参考人」横浜市議会講義（横浜市）2021年 ほか

## 執筆
- 「西野康造展カタログ」（スパイラル）1995年
- 「ジャン＝リュック・ヴィルムート展カタログ」（スパイラル）2004年
- 「56Ktv　インターネットテレビ企画、exonemo「ZZZZZZZZapp」（スイス）2004年
- 愛・地球博アートプログラム事業「幸福のかたち」新風舎　2005年共著
- 「泉信也の万物万有博覧会」中日新聞　2005年共著
- 「テア・マキパー：Survive!」KB出版（ベルリン）2006年共著
- 「葉山有樹作品集」風濤社　2006年共著
- 「石本藤雄の布と陶」PIE BOOKS　2012年共著
- 「日々是好日　EVERY DAY IS GOOD DAY展カタログ」（スパイラル）2018年共著
- 「mutability葉山有樹展カタログ」（佐賀県立美術館）2018年共著
- 「エスパス」展カタログ　2019年
- 「2021年6月号　新都市：まちづくり月間」2021年
- 「曽谷朝絵展カタログ」2022年

## 寄稿、インタビューなど
- 武蔵野美術大学校友会
- LASISA
- ネットTAM
- タウンニュース